# 1936年臺灣
|        | 臺灣歷史 \| 台灣歷史年表 |
| 世纪： | 19世纪臺灣 \| 20世纪臺灣 \| 21世纪臺灣 |
| 年代： | 1900年代臺灣 \| 1910年代臺灣 \| 1920年代臺灣 \| 1930年代臺灣 \| 1940年代臺灣 \| 1950年代臺灣 \| 1960年代臺灣                                           |
| 年份： | 1931年臺灣 \| 1932年臺灣 \| 1933年臺灣 \| 1934年臺灣 \| 1935年臺灣 \| 1936年臺灣 \| 1937年臺灣 \| 1938年臺灣 \| 1939年臺灣 \| 1940年臺灣 \| 1941年臺灣 |
| 纪年： | 丙子年（鼠年）、日本昭和11年 |

1936年臺灣隨著第十七任臺灣總督小林躋造就任，結束了自1919年第八任總督田健治郎以來的文官總督時期，進入後期武官總督時期。

## 政府

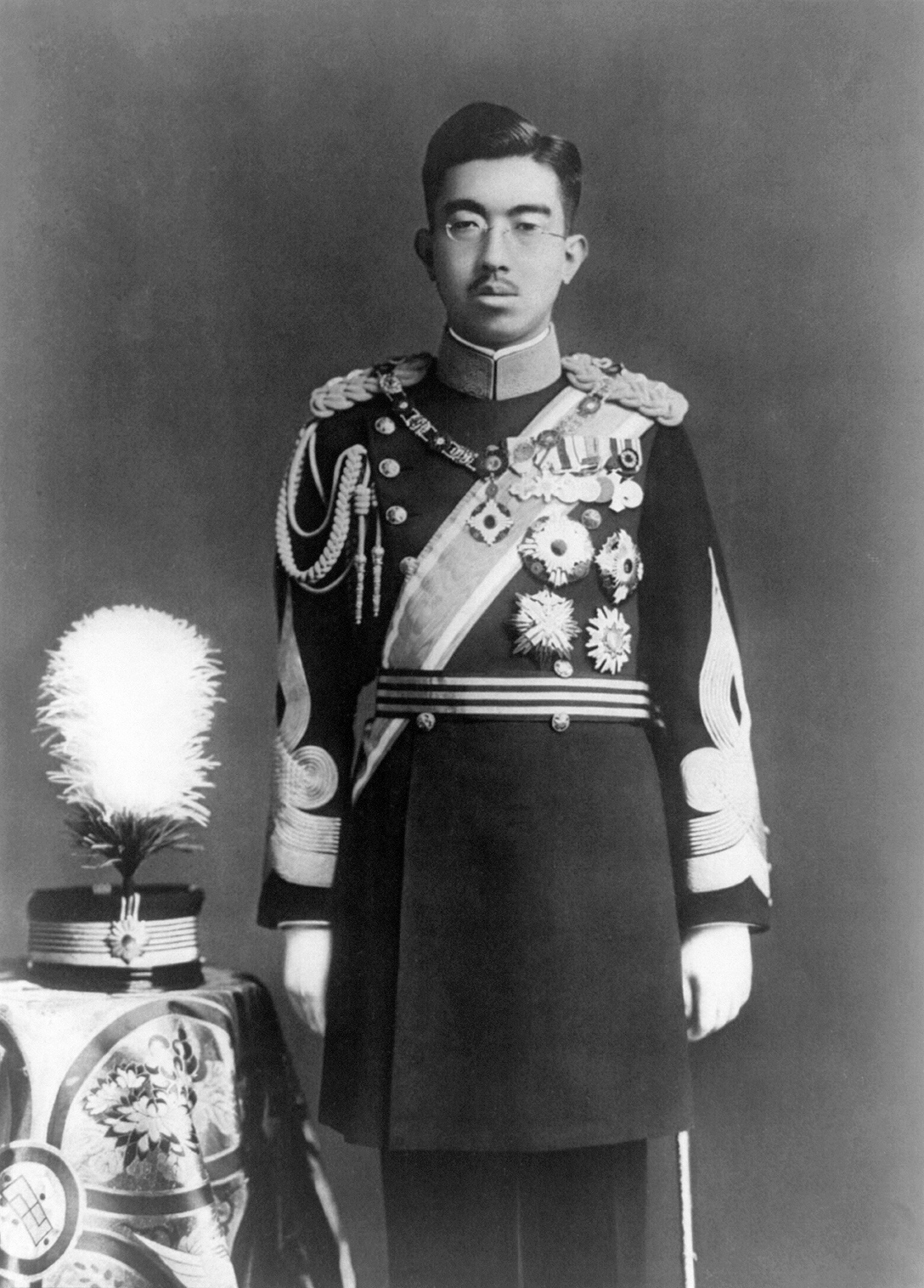
天皇：昭和天皇
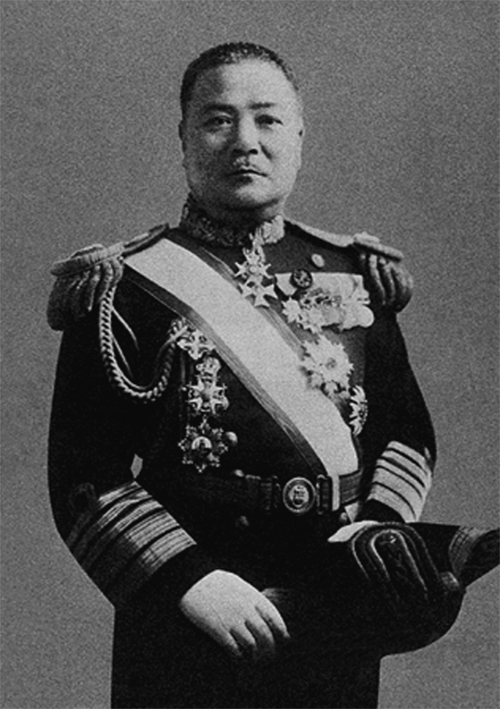
臺灣總督：小林躋造
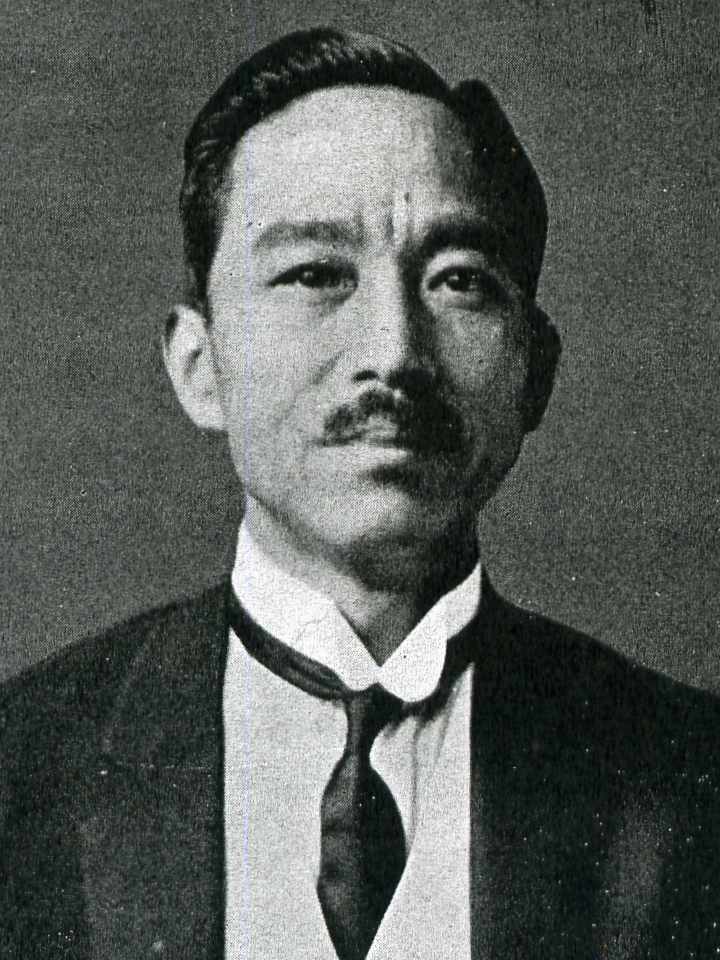
總務長官：森岡二朗

### 成員變動

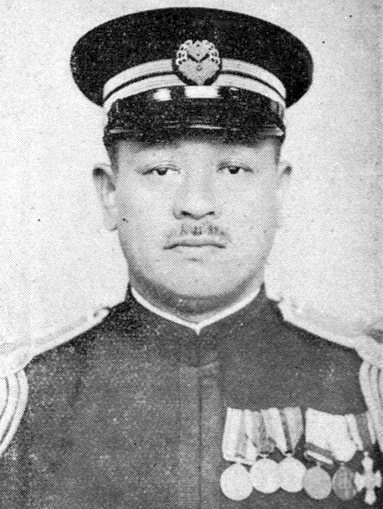
臺灣總督：中川健藏
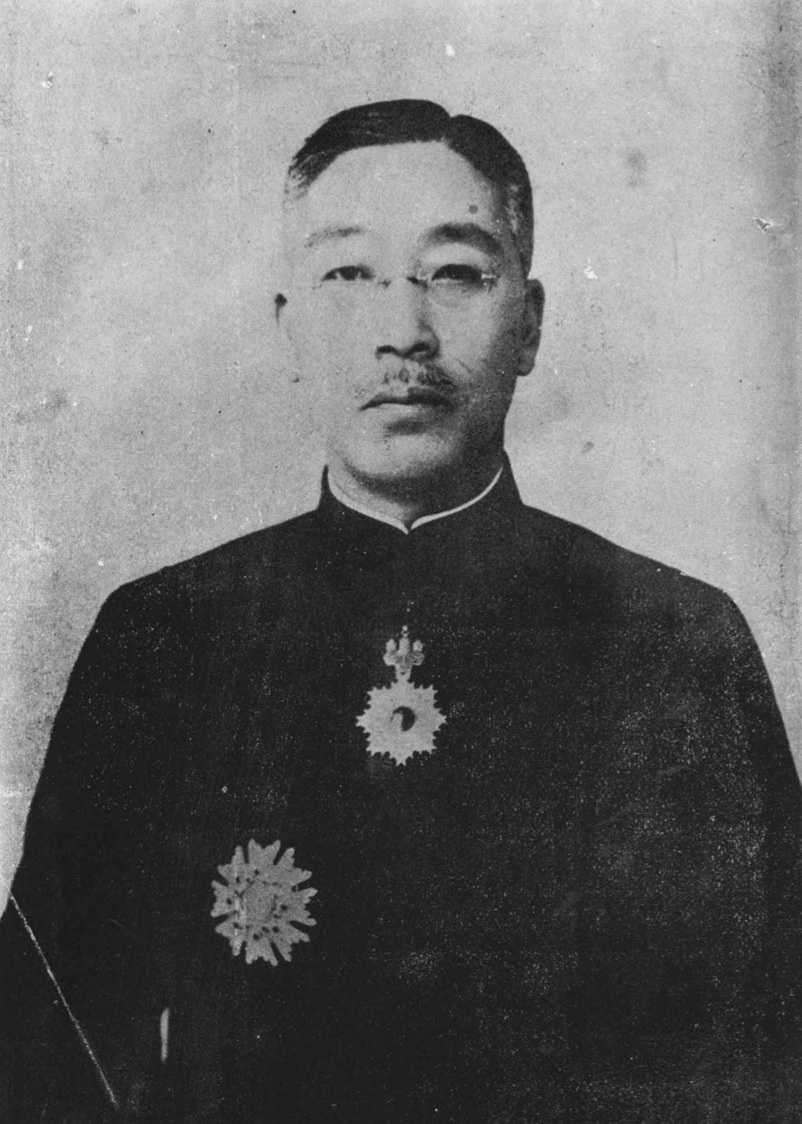
總務長官：平塚廣義

## 大事記
- 1月2日：內臺定期航線（臺北—日本福岡）首航[1]:30。日本航空輸送株式會社（日语：日本航空輸送）的飛機「雁號」於1935年12月31日上午7點從日本福岡太刀洗機場出發，途經那霸補給後於下午4點39分抵達臺北機場（當時漢字寫作「臺北飛行場」，為今之松山機場），準備進行內臺定期航線首航任務[2]:53。1月2日當天上午10點飛機自臺北機場出發，下午2點47分抵達沖繩那霸，隔日上午6點啟航，於下午12點33分抵達福岡太刀洗機場[2]:53。
- 3月，林獻堂與其弟林階堂、次子林猶龍等人參與由《台灣新民報》組成的華南考察團，至中國華南各行省考察。遊歷廈門、福州、汕頭、廣州、上海及英屬香港等地。林獻堂在上海的歡迎會上致謝辭時，說了一句「我們回到了祖國！」
- 6月17日：在臺中發生祖國支那事件，林獻堂遭在臺日本人毆打，並因此辭卸所有政治職務[3]:211。
- 9月2日：小林躋造就任第十七任臺灣總督，也代表文官總督時期的結束[3]:211。
- 9月10日：圓山臨濟寺前考古出土石器[4]:256。
- 10月1日：
  - 臺南州新豐郡永寧庄的「下鯤鯓」大字改隸臺南市[5]。
  - 高雄州岡山郡的岡山庄升格為岡山街[5]。
  - 高雄州潮州郡的潮州庄升格為潮州街[5]。
- 張坤燦的台中號鄉土訪問飛行成功[4]:259。

## 出生
- 1月29日——蘇南成，政治人物。曾任臺南市市長、高雄市市長、國民大會議長。（2014年逝世）
- 2月7日——黃大洲，政治人物。曾任臺北市市長。
- 2月10日——曾文坡，政治人物。曾任臺中市議員、第八屆臺中市市長。（2002年逝世）
- 3月1日——張燦鍙，台灣獨立運動參與者。曾任台灣獨立建國聯盟主席、臺南市市長。
- 5月14日——劉泰英，財經界人物。國民黨投管會主委任內以「國民黨大掌櫃」聞名。
- 8月27日——連戰，政治人物。曾任中華民國副總統、中國國民黨主席。出生於中國陝西省西安。
- 9月9日——文英，藝人，女演員。曾加入黑貓歌舞團，曾參與電影《他摃龜，我發財》、《稻草人》、熱帶魚演出。（2009年逝世）
- 11月4日——廖一久，水產養殖學者。中央研究院院士。
- 11月8日——黃昆輝，教育學者、政治人物。曾任中華民國內政部長、台灣團結聯盟主席。
- 11月18日——林柏榕，政治人物。曾任臺中市市長。
- 11月19日——李遠哲，化學家。1986年諾貝爾化學獎得主，也是首位台灣人得主、前中央研究院院長。
- 12月30日——張旭成，學者、政治人物。曾任立法委員、中華民國駐愛爾蘭代表。

## 逝世
- 6月16日——趙雲石，詩人、書法家。曾任詩社南社社長。（1863年出生）
- 12月30日——楊華，詩人。代表作有〈女工悲曲〉、《黑潮集》。（1906年出生）